# Coleoxestia weemsi
Coleoxestia weemsi es una especie de escarabajo longicornio del género Coleoxestia, tribu Cerambycini, subfamilia Cerambycinae. Fue descrita científicamente por Galileo & Santos-Silva en 2016.

## Descripción
Mide 24-29,1 milímetros de longitud.

## Distribución
Se distribuye por Trinidad y Tobago.